# 도피네

도피네.

도피네 문장.

도피네 깃발.

도피네(프랑스어: Dauphiné, 프랑스어 발음: [do.fi.ne])는 도피네비엔누아(Dauphiné Viennois)라고도 불린 프랑스 남동부의 옛 프로뱅스이며, 현재의 이제르주, 드롬주, 오트잘프주와 대략적으로 일치한다. 도피네는 본래 알봉 백작령이였다.
12세기 이 지역의 통치자인 백작 기그 4세 달봉 (1095년 경–1142년)은 그의 문장에 돌고래를 넣었고 "르 도팽" (le Dauphin, 프랑스어로 돌고래를 의미)이라는 별명을 얻었다. 그의 후손들은 알봉 백작에서 비엔누아의 도팽으로 작위를 바꾸었다. 그리하여 이 지역은 도피네라는 명칭을 가지게 되었다. 11세기에 신성 로마 제국의 제후국 중 하나가 되었다.
도피네는 1349년 프랑스의 군주에게 마지막 비왕가 출신의 도팽 (막대한 빚을 지고 직계 후손이 없었음)으로부터 도팽 작위를 넘긴 것으로도 잘 알려져있다. 이 작위 이동으로 프랑스 왕위에 대한 법정추정상속인은 이후로 "도팽"으로 불리게 됐고 1457년까지 대부분이 유지되었던 도피네 지역에 대한 막대한 자치성과 세금 면제성을 부여받았으며, 도피네는 프랑스 혁명까지 유지되었다.
이 지역의 옛 중심지는 그레노블이고 다른 주요 지역으로는 비엔, 발랑스, 몽텔리마르, 가프, 로망쉬르이제르 등이 있다.

## 같이 보기
- 도피네알프스
- 프랑코프로방스어
- 비바로알프스 억양